# The Agronomist
The Agronomist je americký dokumentární film z roku 2003, jehož režisérem byl Jonathan Demme. Film sleduje haitského novináře Jeana Dominiqua, vlastníka první haitské nezávislé rozhlasové stanice Radio Haiti-Inter. Premiéru měl 23. února 2003 na Miamském mezinárodním filmovém festivalu. Později byl uveden na řadě dalších festivalů, a to jak v Americe, tak i v Evropě. Dne 7. června 2005 byl vydán na DVD. Autory hudby k filmu jsou Wyclef Jean a Jerry Wonda Duplessis.